# Tanytarsus ramosis
Tanytarsus ramosis är en tvåvingeart som först beskrevs av Jean-Jacques Kieffer 1925.  Tanytarsus ramosis ingår i släktet Tanytarsus och familjen fjädermyggor.
Artens utbredningsområde är Tyskland. Inga underarter finns listade i Catalogue of Life.